# Wdzydzki Park Krajobrazowy
Wdzydzki Park Krajobrazowy (kaszb. Wdzydzczi Park Krajòbrazny) – obejmuje jezioro Wdzydze i kilka mniejszych jezior otoczonych borami. Leśno-pojezierny obszar parku wyróżnia się nieprzeciętnym pięknem krajobrazu. Szata roślinna parku jest różnorodna i dobrze zachowana. W pełni wykształcona jest roślinność wodna i torfowiskowa.
Powierzchnia parku wynosi 178,32 km², natomiast jego otulina zajmuje 152,08 km².
Dominującymi zespołami w szacie leśnej są bory świeże i chrobotkowe. Częsty jest bór bagienny, zajmujący jednak małe powierzchnie. Rośnie również, kwaśna dąbrowa, spotyka się łęgi olchowo-jesionowe, olsy oraz grądy.

## Ochrona przyrody
- Rezerwaty przyrody
  - „Krwawe Doły”
- Projektowane rezerwaty przyrody
  - „Brzeg Jeziora Cheb”
  - „Jezioro Głęboczko”
  - „Jezioro Głuchówko”
  - „Lipno i Lipionko”
  - „Motowęże”
  - „Ostrów Mały”
  - „Torfowisko nad jeziorem Polgoszcz”
  - „Torfowisko w Głuchym Borze”
  - „Rezerwat przyrody Wałachy”
  - „Wda-Trzebiocha”
  - „Wyspy na Jeziorze Wdzydze”
  - „Zatoki Plęskie
- Pomniki przyrody – 21 na terenie parku i otuliny[2]
- Planowany powierzchniowy pomnik przyrody
  - „Buczyna w Leśnictwie Głuchy Bór”

## Turystyka

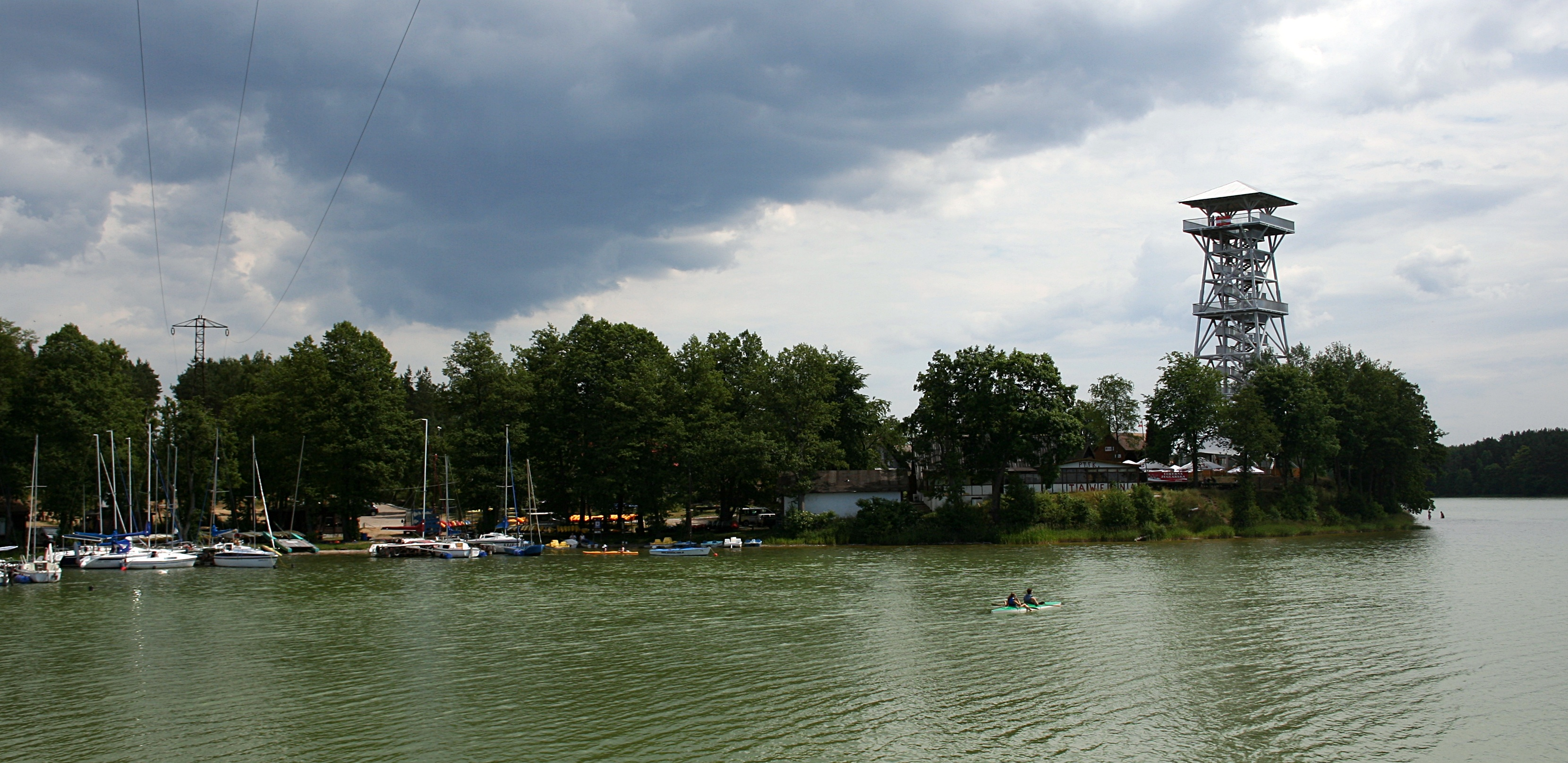
Punkt widokowy na styku jezior Jelenie (na pierwszym planie) i Gołuń

- Szlak Kamiennych Kręgów
- Szlak Kaszubski
- Szlak wodny Graniczna-Trzebiocha
- Szlak wodny rzeki Wdy